# Glomera geelvinkensis
Glomera geelvinkensis är en orkidéart som beskrevs av Johannes Jacobus Smith. Glomera geelvinkensis ingår i släktet Glomera och familjen orkidéer. Inga underarter finns listade i Catalogue of Life.